# Làm lạnh bằng laser
| 1   | Nguyên tử đứng yên không hấp thụ laser.                                                                     |
| 2   | Nguyên tử đi ra xa khỏi nguồn laser thấy dịch chuyển đỏ và không hấp thụ.                                   |
| 3.1 | Nguyên tử đi vào gần nguồn laser thấy dịch chuyển xanh và hấp thụ laser, và chạy chậm lại.                  |
| 3.2 | Sau khi hấp thụ, nguyên tử bị kích thích ở mức năng lượng cao hơn.                                          |
| 3.3 | Nguyển tử nhả ra photon theo hướng ngẫu nhiên, tính trung bình không làm đổi động lượng và nhiệt độ của hệ. |

Nguyên lý làm lạnh bằng laser, dùng hiệu ứng Doppler:

Làm lạnh bằng laser sử dụng một số kỹ thuật làm cho mẫu nguyên tử và phân tử được làm lạnh xuống gần độ không tuyệt đối thông qua sự tương tác với một hoặc nhiều luồng laser.
Thông thường, chúng ta thường nhìn thấy laze được sử dụng trong công nghiệp với công việc cắt các loại kính hay kim loại. Cũng chính vì lý do này mà chúng ta có xu hướng kết hợp laze để làm nóng chảy các vật thể rắn. Tuy nhiên theo Hänsch và Schawlow,  hai nhà khoa học đã đạt giải Nobel, laze cũng có thể được sử dụng để làm lạnh các đối tượng mong muốn, trong đó có nguyên tử và các ion cụ thể.

## Cơ chế hoạt động

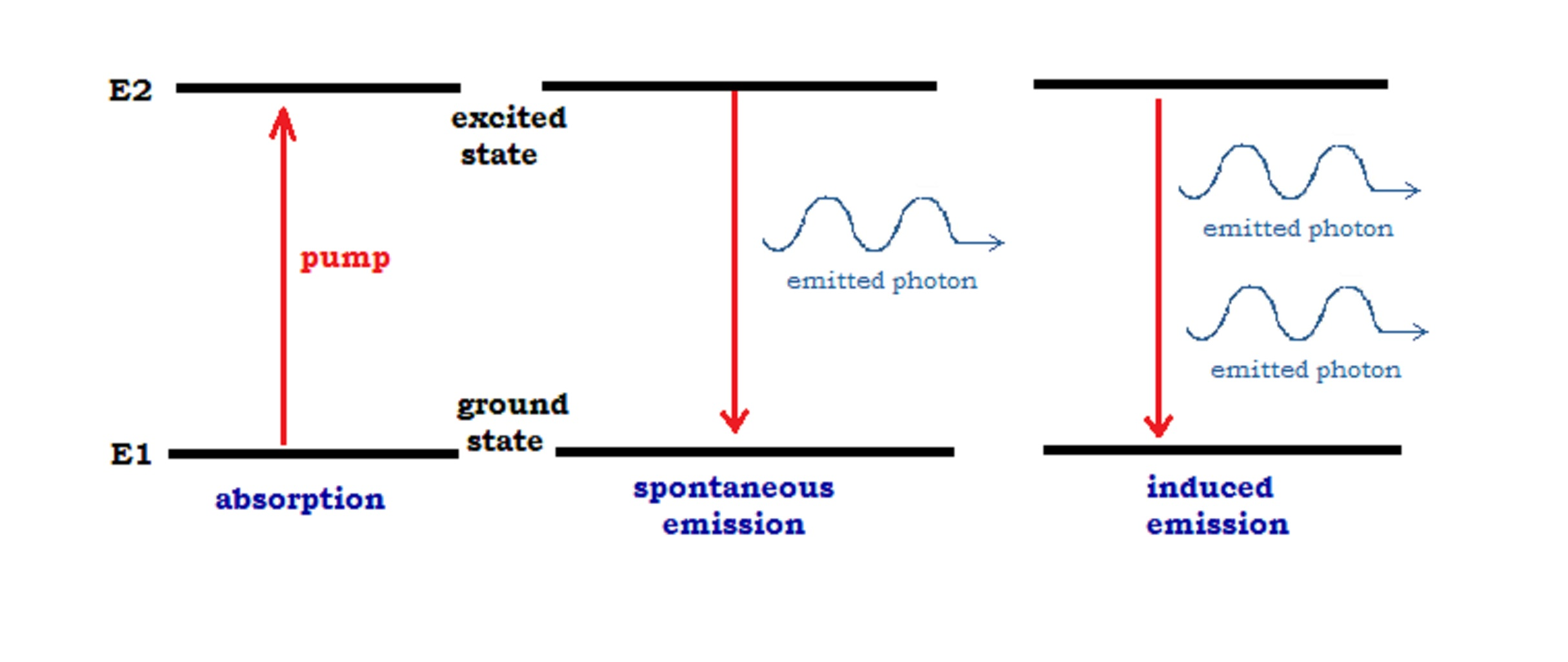
Mức năng lượng khi hấp thụ và nhả photon của nguyên tử

Bằng cách chiếu các chùm tia laze vào các nguyên tử, một photon trong tia laze có nhiệm vụ chạm vào nguyên tử làm cho nó phát ra các photon có năng lượng trung bình cao hơn so với năng lượng nó hấp thụ từ tia laze. Các photon sau đó qua các kích thích nhiệt được chuyển thành ánh sáng màu và rời khỏi nguyên tử. Các photon rời khỏi nguyên tử sẽ làm nguyên tử mất năng lượng và nguội dần đi.
Điều này cũng có thể được nhìn thấy từ quan điểm của định luật bảo toàn động lượng, khi một nguyên tử là di chuyển tới một chùm tia laze và một photon từ tia laze được hấp thụ bởi các nguyên tử, động lượng của nguyên tử giảm do số lượng xung lượng của photon mà nó hấp thụ. Chính sự chuyển động chậm lại giúp cho các nguyên tử trở nên mát hơn.

## Các thông số
Do làm lạnh trên nguyên lý làm chậm lại các nguyên tử hay ion nên mức năng lượng của nguyên tử hay ion không thể xuống dưới mức:
Erecoil = h2 kL2 / 2m
Từ đó ta cũng có thể dễ dàng thấy nhiệt độ thấp nhất mà phương pháp này có thể đạt được theo công thức:
Trecoil = Erecoil / kb  = h2 kL2 / 2mkb
với kb = 1.38 x 10−23 J/K còn được gọi là hằng số Boltzmann.

## Ứng dụng
Làm lạnh bằng laser được sử dụng chủ yếu cho các thí nghiệm Vật lý lượng tử để đạt được nhiệt độ gần nhiệt độ không tuyệt đối (0K, -273,15 °C, -459,67 °F). Phương pháp này được thực hiện để quan sát hiệu ứng lượng tử duy nhất chỉ có thể xảy ra ở mức nhiệt này. Nói chung, làm lạnh bằng laze chỉ được sử dụng ở cấp độ nguyên tử để làm nguội các yếu tố, nhưng quá trình này đang được thực hiện trên những quy mô lớn hơn. Năm 2007, một nhóm nghiên cứu MIT thành công làm lạnh bằng laze một tầm vĩ mô (1 gram) đối tượng đến 0,8 K. Năm 2011, một nhóm nghiên cứu từ Viện Công nghệ California và Đại học Vienna đã trở thành những người đầu tiên thực hiện làm lạnh bằng laser với đối tượng cơ khí.
Ngoài ra phương pháp này còn đang được ứng dụng vào máy tính lượng tử.

## Thao khảo
1. Massachusetts Institute of Technology (2007, April 8). Laser-cooling Brings Large Object Near Absolute Zero. ScienceDaily. Truy cập ngày 14 tháng 1 năm 2011, from http://www.sciencedaily.com/releases/2007/04/070406171036.htm
2. Foundations of Quantum Mechanics: From Photons to Quantum Computers by  Reinhold Blümel
3. http://hyperphysics.phy-astr.gsu.edu/hbase/optmod/lascool.html
4. http://www.nature.com/nature/journal/v493/n7433/full/nature11721.html
5. Laser cooling to the zero-point energy of motion - F Diedrich, JC Bergqiust, WM Itano, DJ Wineland - Physical Review Letters, 1989
6. Laser cooling and trapping of neutral atoms - CS Adams, E Riis - Progress in Quantum Electronics, 1997